# Спектральная плотность мощности
Спектра́льная пло́тность мо́щности (СПМ) или энергетический спектр  — в физике и обработке сигналов — функция, описывающая распределение мощности сигнала по частотам, а именно мощность, приходящуюся на единичный интервал частоты. Имеет размерность мощности, делённой на частоту, то есть энергии. Например, в Международной системе единиц (СИ) это Вт/с−1 (Вт·с) или Вт/Гц, смотря по тому, какая частота используется: {\displaystyle \omega } (c-1) или {\displaystyle f} (Гц).
Часто термин применяется при описании спектральной мощности потоков электромагнитного излучения или других колебаний в сплошной среде, например, акустических. В этом случае подразумевается мощность на единицу частоты на единицу площади, например: (Вт/c-1)·м-2 (формально можно заменить на Дж·м-2, но тогда физическое содержание величины становится менее наглядным).

## Детерминированный сигнал
Пусть {\displaystyle x(t)} — детерминированный сигнал, рассматриваемый на промежутке времени {\displaystyle \left[-{\frac {T}{2}},{\frac {T}{2}}\right]}.
Тогда преобразование Фурье от {\displaystyle x(t)} имеет вид:
{\displaystyle F_{T}(\omega )=\int \limits _{-T/2}^{T/2}x(t)e^{-i\omega t}\,dt}. 
Тогда величина
{\displaystyle G(\omega )={\frac {|F_{T}(\omega )|^{2}}{T}}} 
называется спектральной плотностью мощности или энергетическим спектром сигнала.
Для бесконечно протяженных (нефинитных) сигналов спектральная плотность мощности или энергетический спектр сигнала имеет вид:
{\displaystyle G(\omega )=\lim _{T\to +\infty }{\frac {|F_{T}(\omega )|^{2}}{T}}}.
Энергия сигнала на промежутке {\displaystyle \left[-{\frac {T}{2}},{\frac {T}{2}}\right]} равна:
{\displaystyle E_{T}=\int \limits _{-T/2}^{T/2}x^{2}(t)dt}.
В соответствии с теоремой Парсеваля {\displaystyle E_{T}} представима в виде:
{\displaystyle E_{T}={\frac {1}{2\pi }}\int \limits _{-\infty }^{+\infty }|F_{T}(\omega )|^{2}\,d\omega ={\frac {T}{2\pi }}\int \limits _{-\infty }^{+\infty }G(\omega )d\omega }.
Мощность сигнала на промежутке {\displaystyle \left[-{\frac {T}{2}},{\frac {T}{2}}\right]} равна:
{\displaystyle P_{T}={\frac {E_{T}}{T}}={\frac {1}{T}}\int \limits _{-T/2}^{T/2}x^{2}(t)dt}.
В соответствии с теоремой Парсеваля {\displaystyle P_{T}} представима в виде:
{\displaystyle P_{T}={\frac {1}{2\pi }}\int \limits _{-\infty }^{+\infty }G(\omega )d\omega }.
Спектральная плотность мощности сигнала сохраняет информацию только об амплитудах спектральных составляющих. Информация о фазе теряется. Поэтому все сигналы с одинаковым спектром амплитуд и различными спектрами фаз имеют одинаковые спектральные плотности мощности.

## Случайный сигнал

### Определение
Если сигнал {\displaystyle x(t)} случайный и имеет длительность {\displaystyle T}, то преобразование Фурье от его {\displaystyle n}-ой реализации имеет вид:
{\displaystyle F_{n}(\omega )=\int \limits _{0}^{T}x_{n}(t)e^{-i\omega t}dt,}
где {\displaystyle x_{n}(t)} — {\displaystyle n}-ая реализация случайного процесса {\displaystyle x(t)}, {\displaystyle i} — мнимая единица.
Так как {\displaystyle F_{n}(\omega )} зависит от формы реализации случайного процесса, то для получения универсальной характеристики используют усреднение квадрата модуля {\displaystyle F_{n}(\omega )} по всем реализациям случайного процесса. 
Величина
{\displaystyle G(\omega )=\lim _{T\to \infty }{\frac {1}{T}}\mathbb {E} \{|F_{n}(\omega )|^{2}\}}
называется спектральной плотностью мощности случайного процесса, где {\displaystyle \mathbb {E} \{\ \}} — математическое ожидание.

### Стационарный случайный процесс
Для стационарных случайных процессов спектральную плотность мощности можно также найти на основании теоремы Винера-Хинчина как преобразование Фурье от автокорреляционной функции {\displaystyle B(\tau )}:
{\displaystyle G(\omega )=\int \limits _{-\infty }^{\infty }B(\tau )e^{-i\omega \tau }d\tau ,}
где
{\displaystyle B(\tau )=\mathbb {E} \{x(t)x^{*}(t-\tau )\}.}
— автокорреляционная функция от {\displaystyle x(t)}, {\displaystyle \mathbb {E} \{\ \}} — математическое ожидание, звёздочка означает комплексное сопряжение.
Если существует прямое преобразование, то существует и обратное преобразование Фурье, которое по известной {\displaystyle G(\omega )} определяет {\displaystyle B(\tau )}:
{\displaystyle B(\tau )={\frac {1}{2\pi }}\int \limits _{-\infty }^{\infty }G(\omega )e^{i\omega \tau }d\omega .}
Если полагать в формулах {\displaystyle f=0} и {\displaystyle \tau =0}, то имеем
{\displaystyle G(0)=\int \limits _{-\infty }^{\infty }B(\tau )d\tau ,}
{\displaystyle \sigma ^{2}=B(0)={\frac {1}{2\pi }}\int \limits _{-\infty }^{\infty }G(\omega )d\omega =\int \limits _{-\infty }^{\infty }G(f)df}.
Величина {\displaystyle \sigma ^{2}} является дисперсией (мощностью) случайного процесса (при нулевом мат. ожидании) и равна площади под кривой спектральной плотности. Размерную величину {\displaystyle G(f)df} можно трактовать как долю энергии, сосредоточенную в малом интервале частот от {\displaystyle f-df/2} до {\displaystyle f+df/2}. Если понимать под {\displaystyle x(t)} случайный (флуктуационный) ток или напряжение, то величина {\displaystyle G(f)} будет иметь размерность энергии [В2/Гц] = [В2с]. В литературе часто можно встретить другую интерпретацию: {\displaystyle \sigma ^{2}} рассматривается как средняя мощность, выделяемая током или напряжением на сопротивлении 1 Ом.

### Периодически-нестационарный случайный процесс
Для периодически-нестационарным случайных процессов {\displaystyle x(t)}, т. е. процессов, у которых автокорреляционная функция периодическая, спектральную плотность мощности можно также найти на основании теоремы Винера-Хинчина как преобразование Фурье от усредненной автокорреляционной функции {\displaystyle R(\tau )}:
{\displaystyle G(\omega )=\int \limits _{-\infty }^{\infty }R(\tau )e^{-i\omega \tau }d\tau ,}
где
{\displaystyle R(\tau )={\frac {1}{T_{u}}}\int \limits _{0}^{T_{u}}B(t,t-\tau )dt,}
где
{\displaystyle B(t,t-\tau )=\mathbb {E} \{x(t)x^{*}(t-\tau )\}.}
— автокорреляционная функция от {\displaystyle x(t)}, {\displaystyle \mathbb {E} \{\ \}} — математическое ожидание, звёздочка означает комплексное сопряжение, {\displaystyle T_{u}} — период {\displaystyle B(t,t-\tau )} по переменной {\displaystyle t}.

## Свойства спектральной плотности мощности
- Энергетический спектр – неотрицательная величина:

{\displaystyle G(\omega )\geq 0}.
- Энергетический спектр есть действительная и чётная функция частоты:

{\displaystyle G(-\omega )=G(\omega )}.
- Автокорреляционная функция {\displaystyle R(\tau )} и энергетический спектр {\displaystyle G(\omega )} обладают всеми свойствами, характерными для пары взаимных преобразований Фурье. В частности, чем «шире» спектр {\displaystyle G(\omega )} тем «уже» корреляционная функция {\displaystyle R(\tau )}, и наоборот. Этот результат количественно выражается в виде принципа или соотношения неопределенности.

## Методы оценки
Оценка СПМ может выполняться методом преобразования Фурье, предполагающего получение спектра в области частот посредством быстрого преобразования Фурье (БПФ). До изобретения алгоритмов БПФ этот метод из-за трудоёмкости прямого вычисления дискретного преобразования Фурье (ДПФ) практически не использовался. Предпочтение отдавалось другим методам, в частности, методу корреляционной функции (Блэкмена — Тьюки) и периодограммному методу. Также используется коррелограммный метод.